# 시티제트의 운항 노선
시티제트는 다음과 같은 노선을 운항하고 있다.

## 운항 노선
- 영국
  - 뉴캐슬 – 뉴캐슬 공항
- 아일랜드
  - 더블린 – 더블린 공항 허브
- 프랑스
  - 파리 - 파리 샤를 드 골 국제공항 허브
- 독일
  - 하노버 – 하노버 공항
- 이탈리아
  - 토리노 – 토리노 공항
- 영국
  - 런던 – 런던 시티 공항 허브
- 프랑스
  - 파리 - 파리 오를리 공항
  - 낭트 – 아틀랑티크 공항 계절편 - (2016년 6월 21일 취항)
  - 라로셸 – 라로셸-일드레 공항
  - 아비뇽 – 아틀랑티크 공항 계절편
  - 툴롱 - 툴롱 예르 공항 계절편
- 아일랜드
  - 더블린 – 더블린 공항 허브
  - 코크 – 코크 공항
- 네덜란드
  - 암스테르담 – 암스테르담 스키폴 국제공항
  - 로테르담 – 로테르담 공항
- 이탈리아
  - 플로렌스 – 페레톨라 공항
- 영국
  - 런던 – 런던 시티 공항
- 네덜란드
  - 로테르담 – 로테르담 공항 허브
- 벨기에
  - 앤트워프 - 앤트워프 국제공항 허브